# Bussloo (recreatieplas)
Bussloo is een recreatieplas in Bussloo in de Nederlandse provincie Gelderland. De plas bevindt zich in het midden van de Stedendriehoek tussen de steden Apeldoorn, Deventer en Zutphen. Het meer heeft een oppervlakte van 100 hectare en is ongeveer 12 meter diep. Het gehele recreatieterrein is ongeveer 300 hectare groot. De plas wordt beheerd en geëxploiteerd door Leisurelands.
Het meer is ontstaan door zandafgraving ten behoeve van de snelweg A1. De afgraving begon in 1968 en werd afgerond in 1977; het jaar waarop het werd geopend voor recreatie.
De recreatieplas wordt gebruikt voor talloze doeleinden: zwemmen (er is een groot naaktstrand), surfen, kanovaren, waterfietsen, duiken (er is een onderwaterpark met onder andere een onderwaterhuis, een onderwaterbushalte, een onderwatertouringcar en er worden duikcursussen gegeven), op de stranden zijn speelvoorzieningen, in de directe nabijheid is een golfbaan en een minigolfbaan, er is een ruiterroute en een dressuurbak. In 2006 is aan de recreatieplas ook een saunacomplex en 'wellness centre' geopend (Thermen Bussloo). Buiten het hoogseizoen wordt Bussloo ook vaak bezocht door dagrecreanten, om te wandelen en de hond uit te laten.
Er zijn in totaal acht stranden om het meer, elk met een eigen naam, zoals 't Gorsselaar en de Robberskamp, en er zijn diverse kiosken en toiletvoorzieningen.
's Zomers vindt aan de recreatieplas het Ground Zero Festival plaats. Ook werd er van 2008 tot 2012 het Xnoizz Flevo Festival gehouden en in mei 2014 Xxelerator Outdoor.

## Externe link

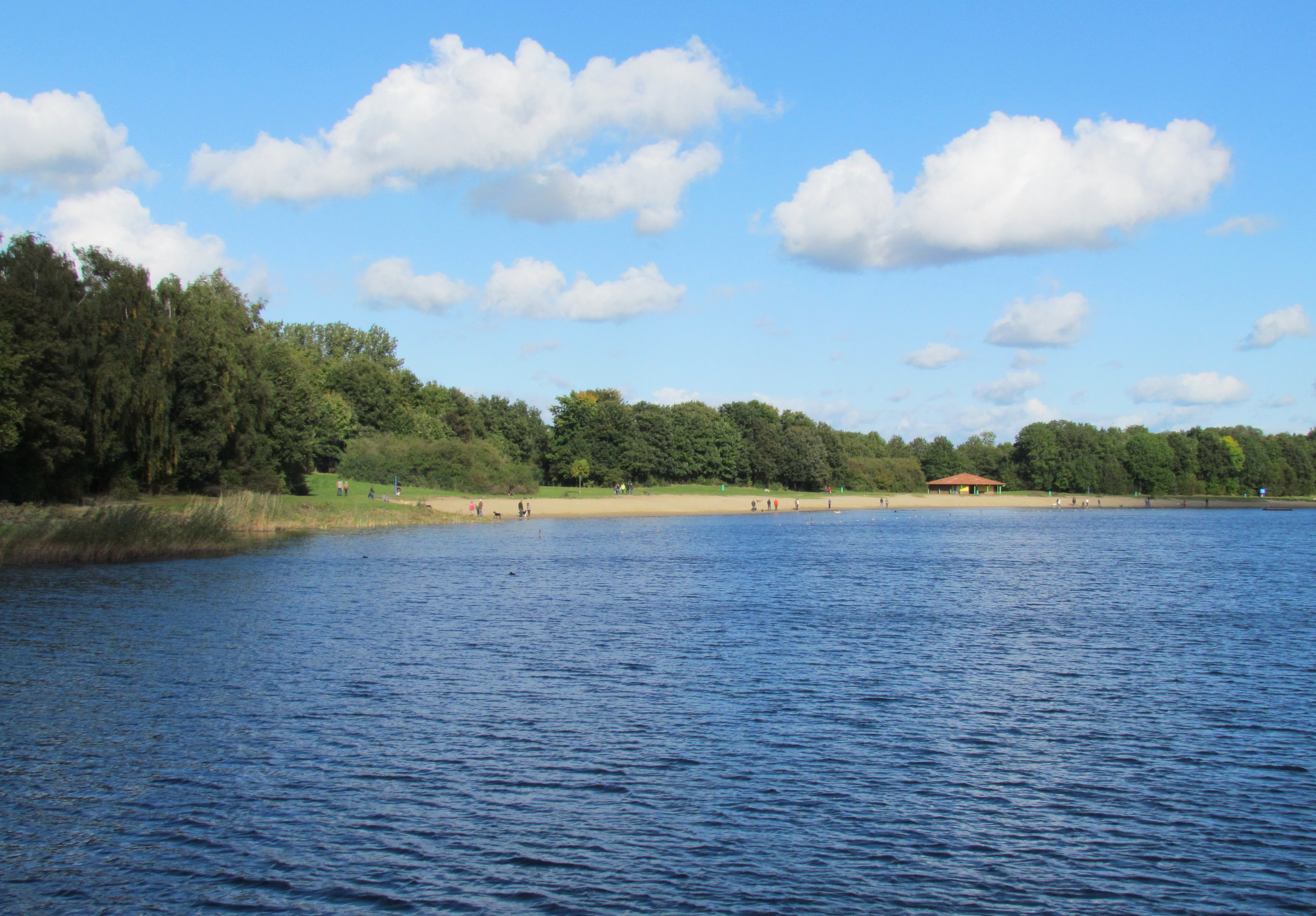
Een van de stranden van Bussloo

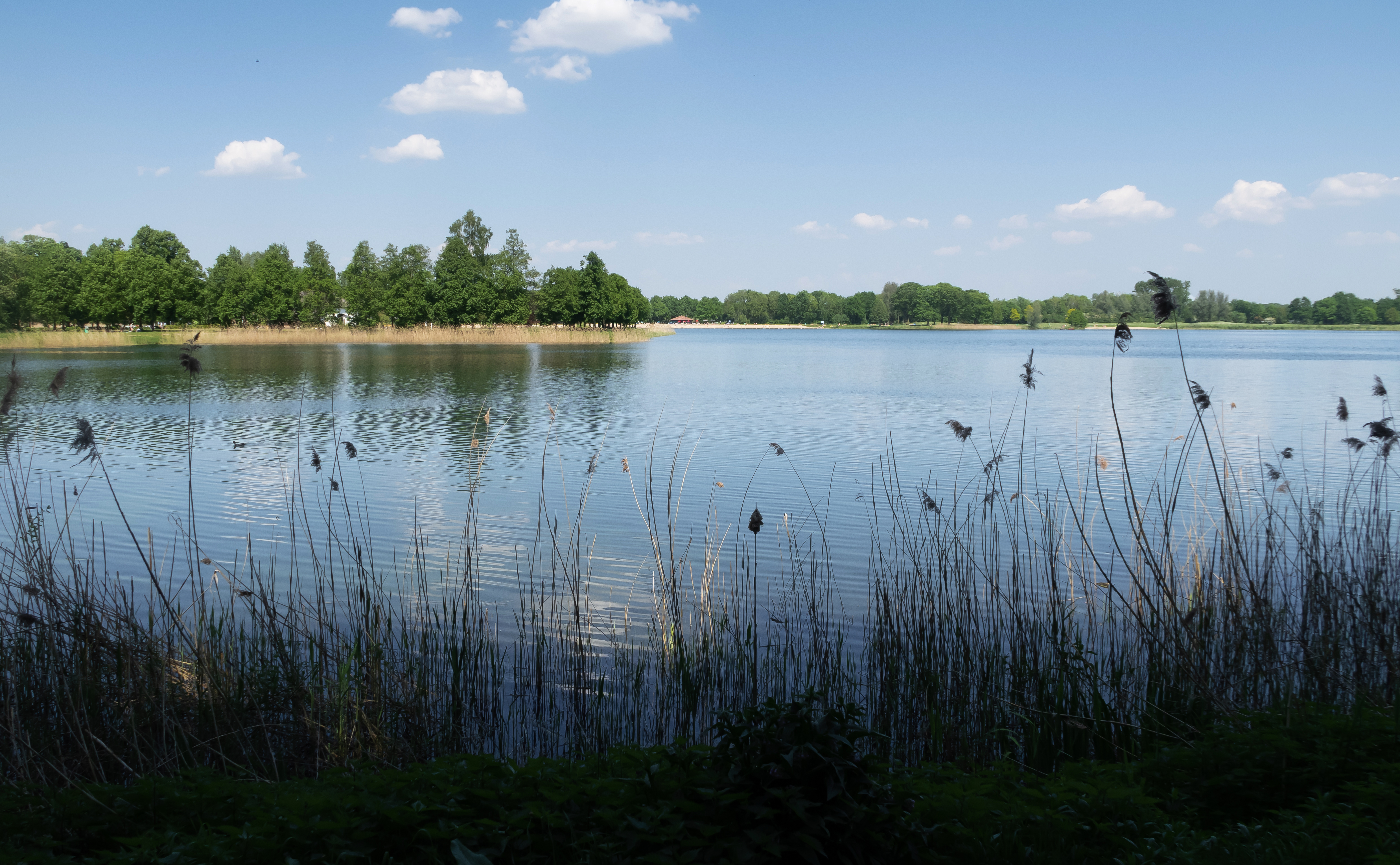
Een van de andere stranden van Bussloo